# Sufragio femenino en Uruguay

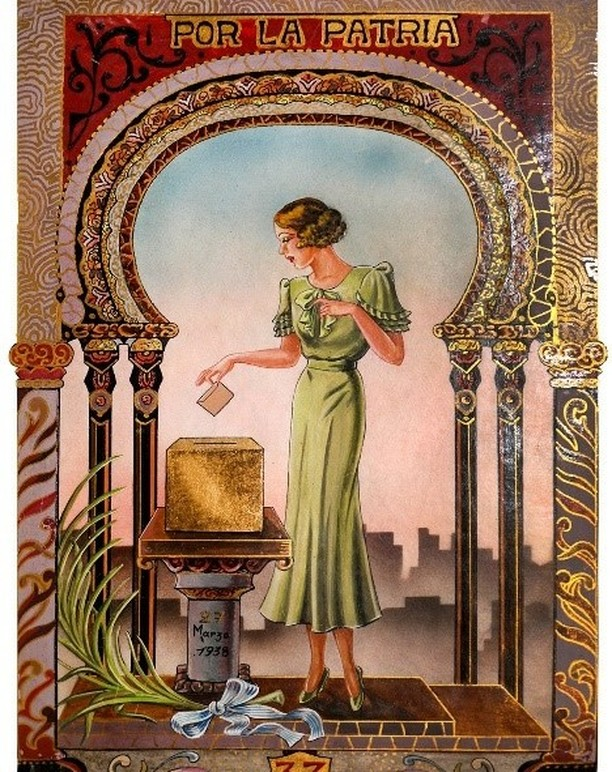
Afiche conmemorativo del sufragio femenino en las Elecciones Generales de 1938.

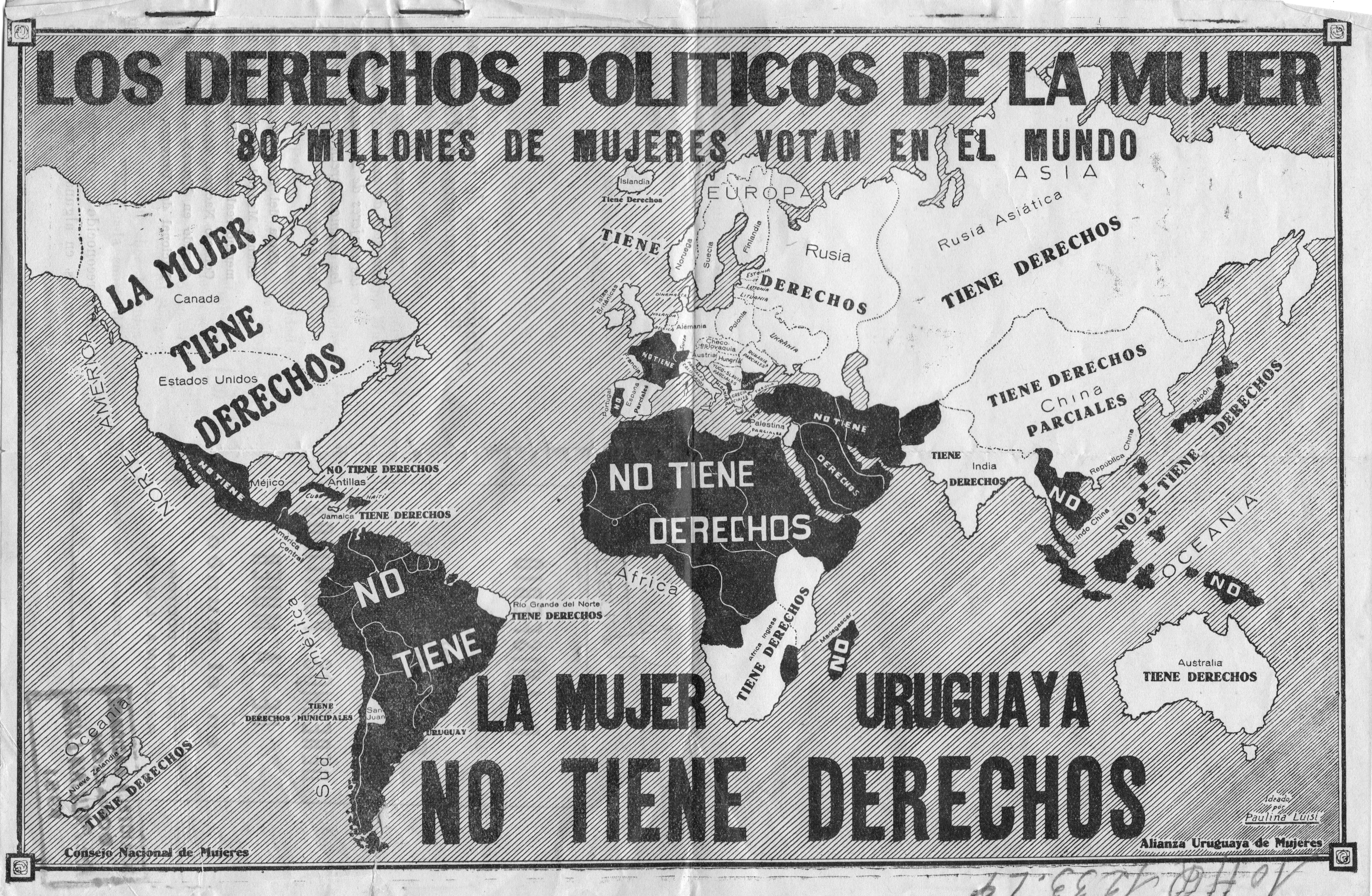
Mapa incluido en el librillo "Planisferio indicando la posición actual de los derechos políticos de la mujer en el mundo" de 1929, en el que Paulina Luisi detalla la situación del derecho a voto femenino en distintos países del mundo.

El sufragio femenino en Uruguay refiere al proceso iniciado para que las mujeres de Uruguay pudieran alcanzar el derecho al voto. 
En 1932, se aprobó la Ley 8.927, que autorizó a las mujeres a votar en las elecciones nacionales.
Paulina Luisi fue una referente indiscutida en los debates y acciones para conseguir este derecho en el país.

## Antecedentes
El primer intento de instalar el sufragio femenino es en 1914, cuando el legislador Héctor Miranda presentó, sin éxito, dos proyectos sobre la igualdad civil y política de mujeres y hombres, que incluían el derecho a voto.
En 1915, se fundó la Asociación Magisterial Pro Sufragio Femenino, cuyas actividades se extendieron al menos hasta 1922. En la misma década, se crearon sucesivamente el Consejo Nacional de Mujeres (CONAMU, rama nacional del Consejo Internacional de Mujeres) y la Alianza Uruguaya por el Sufragio Femenino, ambas impulsadas por Paulina Luisi.
En 1917, durante el debate y redacción de una nueva Constitución en Uruguay, que pasó a regir en 1919, se estableció que el Poder Legislativo estaba habilitado por dos tercios de votos a votar una ley que pudiera reconocer el voto de la mujer.
En 1920, Alfreo Brum propuso que la Asamblea Representativa (hoy Junta Departamental) de Montevideo propusiera al Parlamento el voto femenino en materia municipal.
Al año siguiente, en 1921, el hermano de Alfreo Brum, el entonces presidente de la República Baltasar Brum, insistió en el tema con un amplio proyecto que pretendía reformar todos los códigos del país en cuanto reconocían derechos diferentes para hombres y mujeres, entre ello se establecía el voto.

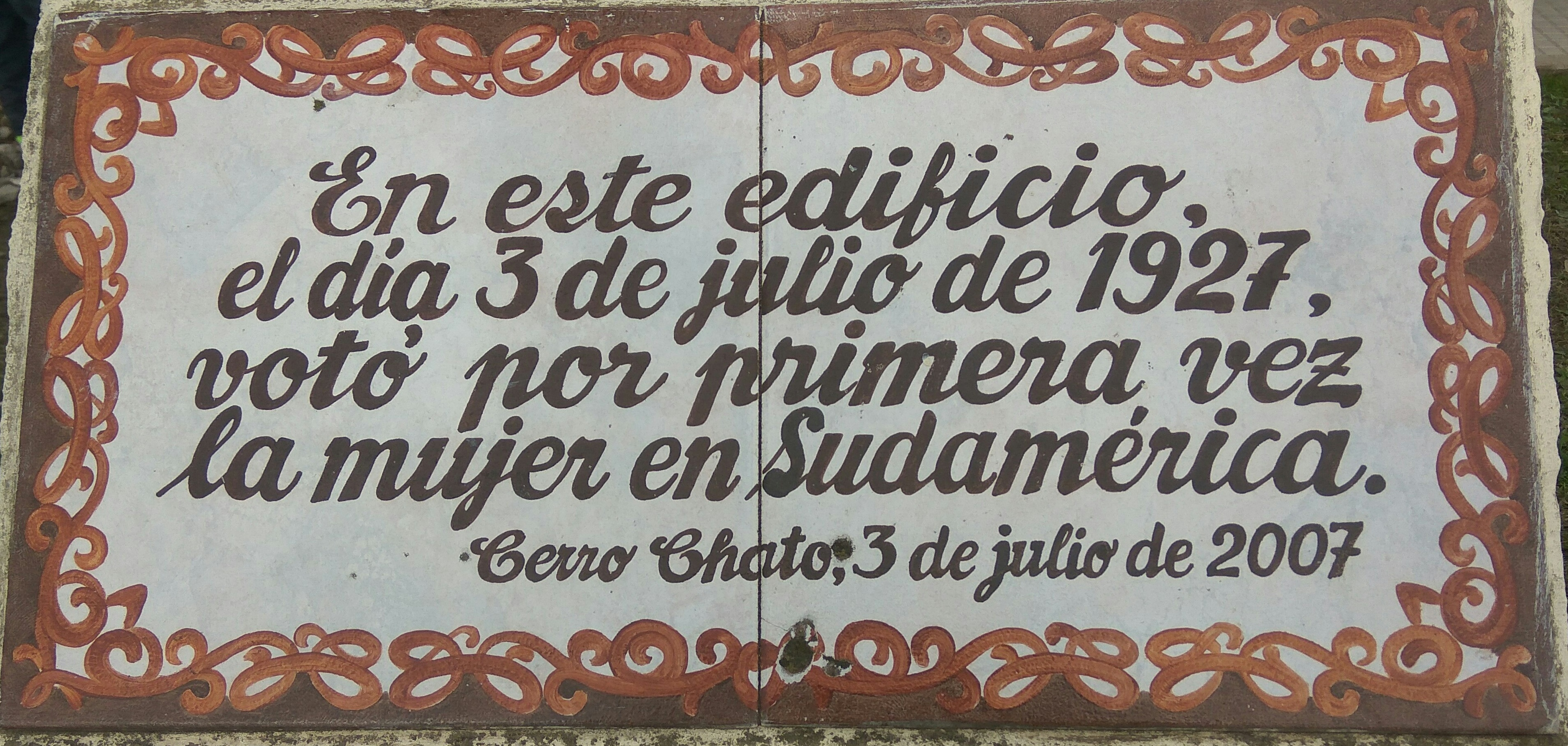
Placa conmemorativa frente al edificio de la localidad de Cerro Chato donde, el 3 de julio de 1927, votó por primera vez una mujer en Uruguay. Ubicada en la esquina de las calles Julio Alberto Goday y Soubiron Calo.

En 1927, por primera vez se habilitó el voto de la mujer en un plebiscito de alcance departamental, el Plebiscito de Cerro Chato. Aunque tuvo la importancia de ser la primera instancia electoral en la que las mujeres pudieron ejercer su derecho al voto en Uruguay, no tuvo efectos estructurales inmediatos en cuanto al sufragio femenino en el país. 
Finalmente, en 1932, se aprobó la Ley 8.927 en la que se autorizaba el derecho de las mujeres a votar en elecciones nacionales, lo que sucedió por primera vez en las elecciones generales de 1938. El sufragio femenino fue incorporado en la misma Constitución de 1934. 